# Amato Lusitano

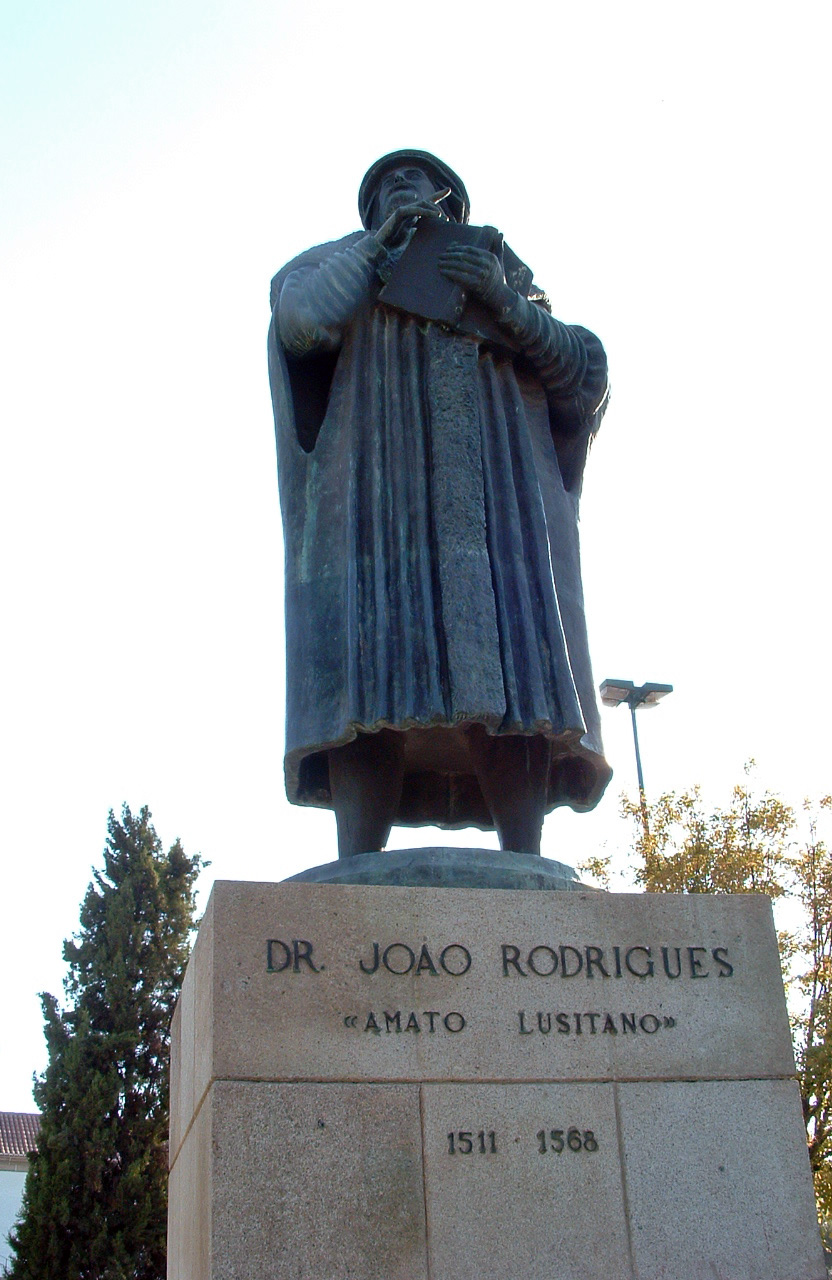
Statua dell'Amato Lusitano nel giardino pubblico intitolato a lui, nel centro di Castelo Branco. Alcune delle piante che utilizzava per le sue terapie vi vengono coltivate.

João Rodrigues, più conosciuto come Amato Lusitano (in latino Amatus Lusitanus; in ebraico אמטוס לוזיטנוס; Castelo Branco, 1511 – Salonicco, 1568), è stato un medico e botanico portoghese di religione ebraica, vissuto nel XVI secolo. Fu anche un esperto poliglotta, padroneggiando oltre alla lingua madre, varî idiomi tra cui il latino, il greco, l'ebraico, l'arabo, il castigliano, il francese, l'italiano, il tedesco, e presumibilmente l'inglese.

## Biografia
Come Erofilo, Galeno, Ibn al-Nafis, Michele Serveto, Realdo Colombo e William Harvey, è celebre come ricercatore della circolazione del sangue. Si dice abbia scoperto la funzione delle valvole nella circolazione del sangue.
Studiò medicina in Spagna all'Università di Salamanca. Messo in condizione di non poter tornare in patria, come voleva, a causa delle persecuzioni dell'Inquisizione, viaggiò in tutta Europa prima di stabilirsi a Ferrara, insegnando anatomia all'università come assistente di Giambattista Canano. Scrisse diversi trattati, tra cui Index Dioscoridis (1536), In Dioscorides de Medica materia Librum quinque enarrationis (1556), e Curationium Centuriae Septem (1556). Fu per un certo tempo al servizio di Papa Giulio III, a Roma. Con l'ascesa di Papa Paolo IV, iniziò la persecuzione degli ebrei in Italia. Lusitano fuggì prima a Ragusa, poi in Grecia, fermandosi a Salonicco, che concentrava una grande comunità ebraica e faceva parte dell'Impero ottomano.

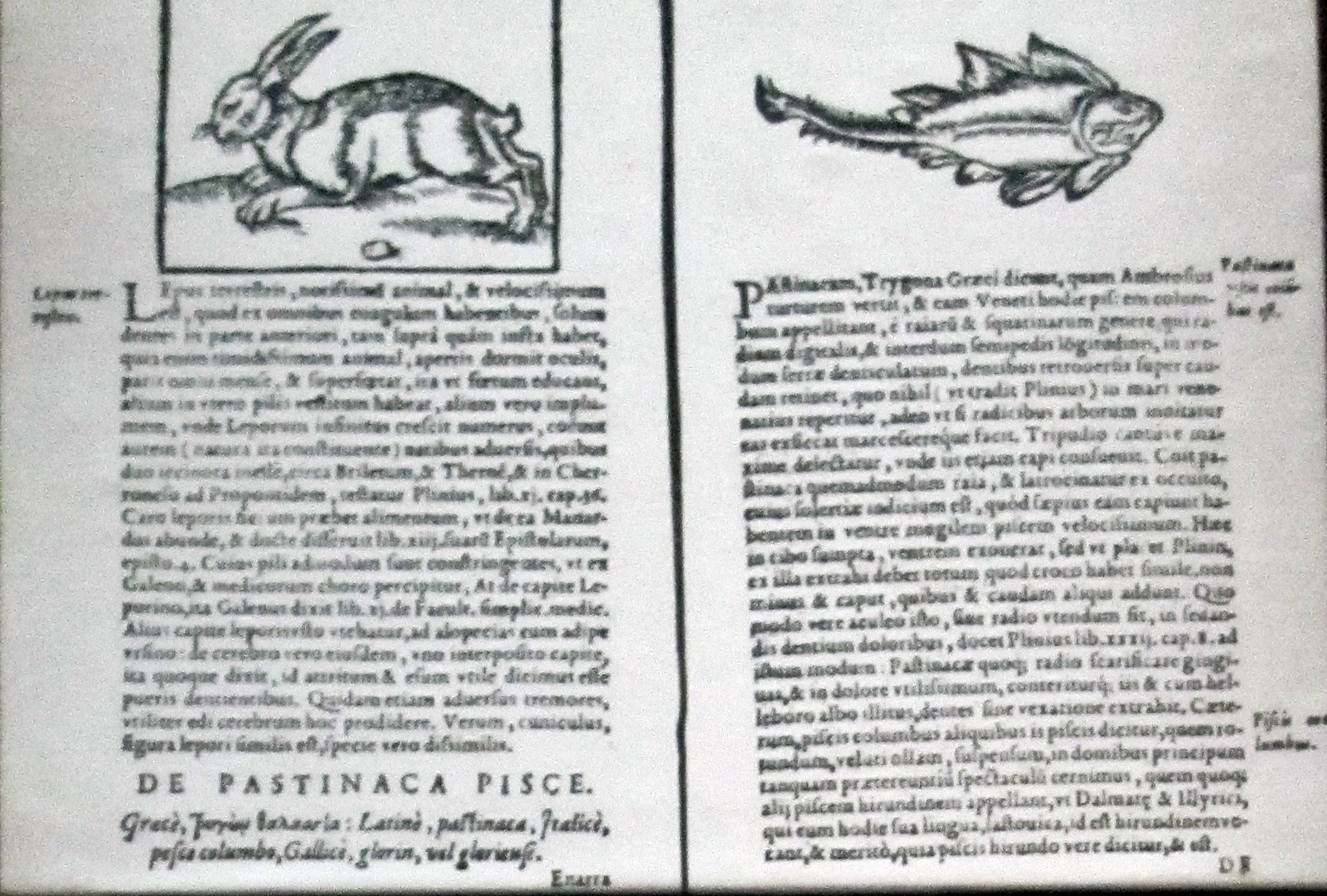
Pagine del trattato In Dioscorides Enarationes

Lusitano nacque da una famiglia di marrani chiamata Chabib (= Amatus in latino). Dopo aver conseguito la laurea con lode presso l'Università di Salamanca, lasciò il suo paese natio a causa dell'Inquisizione, andando prima ad Anversa, e poi viaggiando tra i Paesi Bassi e la Francia, per stabilirsi infine in Italia. La sua reputazione di medico, tra i più abili del suo tempo lo aiutò, e durante il suo breve soggiorno a Venezia, entra in contatto con il medico e filosofo Jacob Mantino, che frequentò la nipote di Papa Giulio III e di altri personaggi illustri.
Nel 1546 Amato era a Ferrara, offre lezioni di anatomia e piante medicinali. In una delle sue conferenze sezionò dodici cadaveri - una grande innovazione in quel tempo - in presenza di molti studiosi, tra cui l'anatomista Giambattista Canano, che con la sua esperienza in questa occasione è stata erroneamente attribuita la scoperta della funzione delle valvole nella circolazione del sangue. Durante il suo soggiorno nella città estense, durato sei anni, Amato Lusitano ricevette un invito da parte del re della Polonia per riceverlo nel suo paese, ma rifiutò, preferendo stabilirsi ad Ancona, dove esisteva una maggior tolleranza religiosa.
Nel frattempo la sua fama crebbe. Jacoba del Monte, sorella di papa Giulio III, fu una delle sue pazienti, e anche il Papa, al cui capezzale venne convocato in seguito.